# يوسف الأول عبسي
البطريرك يوسف الأول عبسيّ، (مواليد 20 يونيو 1946)، بطريرك أنطاكية وسائر المشرق للروم الملكيين الكاثوليك. البطريرك المئة والثالث والسبعون منذ القديس بطرس من سلالة البطاركة الأنطاكيين والواحد وعشرون منذ انقسام بطريركية أنطاكية إلى ملكيين كاثوليك وروم أرثوذكس في 1724.

## حياته

ولد جوزيف بن عبد الله العبسي الدمشقيّ وماري فرج الله مهاوش المارونيّة اللبنانيّة، في ٢٠ من حزيران ١٩٤٦ في باب المصلّى (دمشق - سوريا).
تلقّى دروسه الأولى في مدرسة راهبات القلبين الأقدسين، ثمّ انتقل إلى مدرسة الآباء اللعازريّين في باب توما، قبل أن ينتقل إلى الإكليريكيّة البولسيّة في (حريصا - لبنان) ليتابع دراسته من الصفّ الثامن حتّى البكالوريا القسم الثاني والتي حاز عليها، العام ١٩٦٦، بفرعيها اللبنانيّ والفرنسيّ.
انضمّ بعدها إلى الابتداء في مدينة «غاب» الفرنسيّة على يد الآباء البيض، ثمّ تابع دراسته الفلسفيّة واللاهوتيّة فنال إجازة الفلسفة من الجامعة اللبنانيّة واللاهوت من معهد القدّيس بولس في حريصا، وأبرز قسَمه النهائيّ في ٢٥ من آذار ١٩٧٣ بين يدَي الرئيس العام حبيب باشا.
في سنة ١٩٨٩ حاز على الدكتوراه في الموسيقى من جامعة الروح القدس - الكسليك، في الهمنوغرافيا البيزنطيّة.يتقن اللغات الفرنسيّة والإنكليزيّة واليونانيّة واللاتينيّة والقليل من الإيطاليّة والسريانيّة.يُتقن بشكل جيّد جدًّا الموسيقى البيزنطيّة الليترجيّة والترنيم الكنسيّ.وله مقالات دينيّة ومؤلّفات متعدّدة ومسرحيّات دينيّة واضعًا نصّها وملحّنًا ترانيمها.

## خدمته الكهنوتية
سيم كاهناً في كاتدرائية سيّدة النياح في دمشق، في 6 من أيّار 1973 وذلك بوضع يد البطريرك مكسيموس الخامس.
انتُخب عام 1999 رئيساً عاماً للجمعيّة البولسيّة.

## اسقفيته
انتُخب من قبل أساقفة السينودس المقدّس في 22 حزيران (يونيو) 2001 ، رئيساً لأساقفة طرسوس دي غريكو ملكيتي، وأسقفًا كوريًا وأسقفًا مساعدًا في البطريركية الملكية. كان البطريرك غريغوريوس الثالث اللحام مُرسّخًا له ، والمُقدّسون هم المطران جان منصور ، رئيس أساقفة أفاميا في سوريا دي غريكو ملكيتي ، والمطران جوزيف كلاس ، أرشبرش بيروت وجبيل ، في 2 أيلول (سبتمبر) 2001.
من 1999 إلى 2006 ، كان الرئيس العام لمجتمعه الديني ، الجمعية التبشيرية للقديس بولس. ساعد كمساعد رسامة في الرسامة الأسقفية لياسر عياش ، رئيس أساقفة البتراء وفيلادلفيا في الأردن.
عيّن نائباً بطريركياً لأبرشية دمشق في تشرين الأول 2007.

## بطريركاً على أنطاكية
وانتخبه السينودس المقدّس بطريركاً في 21 يونيو 2017، ليكون بطريرك أنطاكية وسائر المشرق للروم الملكيين الكاثوليك، بعد يوم واحد من عيد ميلاده الـ 71.
وجاء انتخابه بعد شهر من قبول البابا فرنسيس استقالة غريغوريوس الثالث لحام.